# فرد مارشال (سياسي)
فرد مارشال (بالإنجليزية: Fred Marshall)‏ هو نقابي وسياسي بريطاني وبريطاني (وحمل سابقاً جنسية المملكة المتحدة لبريطانيا العظمى وأيرلندا)، ولد في 1883، وتوفي في 1962. حزبياً، نشط في حزب العمال. في الانتخابات الفرعية في مجلس العموم البريطاني ‏، انتخب عضو برلمان المملكة المتحدة الـ35 عن دائرة شيفيلد برايتسايد (6 فبراير 1930 – 7 أكتوبر 1931) وفي الانتخابات العامة في المملكة المتحدة 1935 ‏، انتخب عضو برلمان المملكة المتحدة الـ37 عن دائرة شيفيلد برايتسايد (14 نوفمبر 1935 – 15 يونيو 1945) وفي الانتخابات العامة في المملكة المتحدة 1945 ‏، انتخب عضو برلمان المملكة المتحدة الـ38 عن دائرة شيفيلد برايتسايد (5 يوليو 1945 – 3 فبراير 1950).